# Le Palamède
Le Palamède è stata una rivista mensile di scacchi edita a Parigi dal 1836 al 1847, con una interruzione nel 1840-41. È stata la prima rivista dedicata interamente agli scacchi.
Il nome deriva da Palamede, eroe mitologico della Grecia antica.
La proposta di pubblicare una rivista dedicata interamente al Nobil giuoco fu fatta nel 1936 da un gruppo di scacchisti del Café de la Régence di Parigi, capeggiati da Louis-Charles de la Bourdonnais, riconosciuto come il miglior giocatore del mondo dopo la vittoria nel 1834 contro l'inglese Alexander McDonnell. Si poteva acquistare direttamente presso il Café de La Régence, oppure per abbonamento al prezzo di 20 franchi all'anno.
Dopo la morte di La Bourdonnais, avvenuta in dicembre 1840, la rivista interruppe le pubblicazioni, ma due anni dopo le riprese sotto la direzione di Pierre de Saint-Amant, succeduto a La Bourdonnais come più forte giocatore di Parigi e dell'intera Francia. La rivista fu pubblicata ancora per cinque anni fino al 1847, anno in cui cessò definitivamente le pubblicazioni.
Annate disponibili online:
- 1836 : Le Palamède – Année 1836
- 1837 : Le Palamède – Année 1837
- 1838 : Le Palamède – Année 1838
- 1842 : Le Palamède – Année 1842
- 1846 : Le Palamède – Année 1846
- 1847 : Le Palamède – Année 1847